# Stefan Denković
Stefan Denković (cirill írással: Cтефан Денковић; Belgrád, 1991. június 16. –) montenegrói labdarúgó, jelenleg a bosznia-hercegovinai Igman Konjic játékosa.

## Pályafutása

### Klubcsapatokban
Belgrádban született, de montenegrói származású, a Crvena zvezda ifjúsági csapatában kezdett játszani. 2009-ben debütált a felnőttek között, amikor kölcsönadták a Crvena zvezda fiókcsapatához, az FK Sopothoz, ahol két szezont játszott a szerb harmadosztályban.
2011 nyarán Izraelbe igazolt. Ott 2011. augusztus 20-án debütált a Hapóél Haifa cserejátékosaként az Ironi Kiryat Shmona ellen 1–0-ra elveszített meccsen.
2014 és 2015 között Magyarországon a  Puskás Akadémia együttesében lépett pályára.
2016 tavaszán a Thai ligában játszó Osotspa Samut Prakanhoz került, nyáron pedig visszatért Európába, és a szerb másodosztályban érdekelt FK Zemunhoz igazolt.
2018 és 2021 között a Spartak Suboticát erősítette, 65 bajnoki mérkőzésen 20 gólt szerzett. 2021-től a kazak Kajszar Kizilordában, majd a grúz Dinamo Batumiban légióskodott. 2022-ben visszatért Montenegróba, a Dečić játékosa lett.

### A válogatottban
2009 és 2010 között a montenegrói 19 éven aluliak válogatottjának tagja volt, 6 mérkőzésen játszott és 1 gólt szerzett.

## Sikerei, díjai

### Klubcsapatokkal
Hapóél Haifa
- Totó-kupa (1): 2012–13[2]

 Sutjeska Nikšić
- Montenegrói bajnok (2): 2017–18, 2018–19

## Fordítás
- Ez a szócikk részben vagy egészben  a   Stefan Denković című angol Wikipédia-szócikk ezen változatának fordításán alapul.  Az eredeti cikk szerkesztőit annak laptörténete sorolja fel. Ez a jelzés csupán a megfogalmazás eredetét és a szerzői jogokat jelzi, nem szolgál a cikkben szereplő információk forrásmegjelöléseként.